# Reformation (film 1920)
Reformation è un film muto del 1920 sceneggiato e diretto dal Captain Leslie T. Peacocke (Leslie T. Peacocke).

## Produzione
Il film fu prodotto dalla Loyalty Film Company.

## Distribuzione
Distribuito dalla Loyalty Film Company, il film uscì nelle sale cinematografiche USA il 10 agosto 1920.